# 卧里屯街道
卧里屯街道，是中华人民共和国黑龙江省大庆市龙凤区下辖的一个乡镇级行政单位。

## 行政区划
卧里屯街道下辖以下地区：
化中社区、虹桥社区、丽园社区和建华社区。